# 黑角車站
黑角車站（法語：Gare de Pointe-Noire）是位於是剛果共和國第二大城市黑角的一座鐵路車站，位於刚果—大洋铁路上。黑角車站落成於法國殖民時期，建築物的設計始於1931年，直到1934年完全完工。